# A. Daniel O’Neal

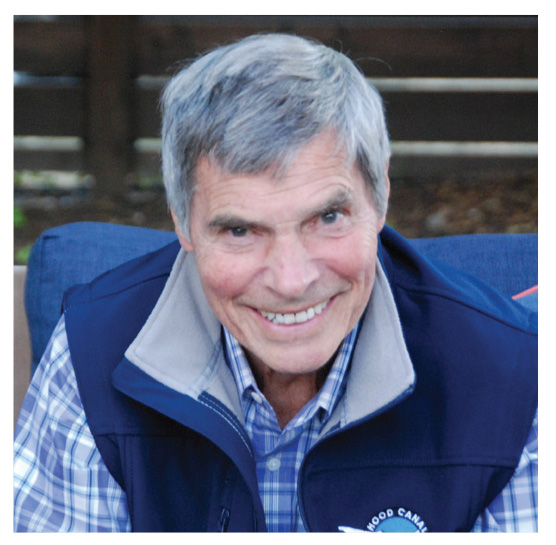
A. Daniel O’Neal

Arthur Daniel O’Neal (geboren am 15. Mai 1936 in Bremerton, Washington; gestorben am 10. Oktober 2017 in Seattle) war ein amerikanischer Regierungsbediensteter und Manager.

## Leben
A. Daniel O’Neal studierte am Whitman College und legte 1959 seinen B.A. in Mathematik ab. Nach dem Abschluss der Naval Officer Candidate School in Newport (Rhode Island) diente O’Neal vier Jahre (1959–1963) als technischer Offizier auf einem Zerstörer während des Vietnamkrieges. 1965 erfolgte sein Abschluss an der University of Washington Law School.
1966 begann O’Neal eine Beratertätigkeit beim Ausschuss des US-Senates für Wirtschaft. Anschließend war er von 1967 bis 1969 Berater für den demokratischen Senator des Bundesstaates Washington Warren G. Magnuson, dem bis 1973 eine Beratertätigkeit beim US-Senat für den Unterausschuss „Landtransport“ (Surface Transportation) folgte. In dieser Zeit war er unter anderem in der Gesetzgebung für die Gründung der Personenfernverkehrsgesellschaft Amtrak involviert. Am 12. April 1973 wurde er als Nachfolger von Rodolfo Montejano Mitglied der Regulierungsbehörde Interstate Commerce Commission. Vom 5. April 1977 bis zum 31. Dezember 1979 war er Leiter dieser Regulierungsbehörde. In dieser Zeit war er außerdem Mitglied des Aufsichtsrates der United States Railway Association, der organisatorischen Mutter der Güterverkehrsgesellschaft Conrail. Während seiner Amtszeit reformierte er die innere Organisation der Interstate Commerce Commission und trieb die Deregulierung vor allem im Güterstraßenverkehr voran. Sein unbesetzter Sitz wurde ab 1. Januar 1983 gestrichen.
1980 begann Daniel O’Neal eine Tätigkeit bei der Anwaltskanzlei Garvey, Schubert, Adams and Barer. Dabei kam er in Kontakt mit The Greenbrier Companies und übernahm einen Sitz im Aufsichtsrat des Tochterunternehmens Gunderson Inc. (1985–2005). 1984 wurde er außerdem Aufsichtsratsvorsitzender von Greenbrier Intermodal. Diese Position hatte er bis 1994 inne, ab 1989 jedoch inaktiv, da er in diesem Jahr nach dem Tod des Eigentümers und Freundes von A. Daniel O’Neal Fred H. Tolan dessen Transportlogistikunternehmen übernahm und es bis 1996 als Tolan O’Neal Transportation & Logistics Inc leitete. 1996 erfolgte die vollständige Übernahme des Unternehmens durch Greenbrier und die Integration in das neu gegründete Unternehmen Greenbrier Logistics Inc. deren Aufsichtsratsvorsitzender O’Neal bis 1997 war. 1994 erhielt er einen Sitz im Aufsichtsrat von The Greenbrier Companies. Daniel O’Neal war weiterhin von 1989 bis 1996 Aufsichtsratsvorsitzender der Greenbrier-Tochter Autostack Corporation. Ab 1998 bis 2011 war er direkt bei Greenbrier als Berater und Lobbyist angestellt. Seitdem arbeitete er in diesem Bereich freiberuflich. Seinen Sitz im Aufsichtsrat bei Greenbrier gab er im Januar 2016 auf.
2003 wurde er von Gouverneur Gary Locke in die Washington State Transportation Commission berufen. 2009 wurde er von dessen Nachfolgerin Christine Gregoire für eine weitere Amtszeit bis 2015 bestimmt.
1961 heiratete er Diane Reedy. Mit ihr hatte er vier Kinder.